# Раму (упазіла)
Раму́ (бенг. রামু, англ. Ramu) — одна з 7 упазіл зіли Коксс-Базар регіону Читтагонг Бангладеш, розташована у центрі зіли.
Населення — 190 321 особа (2008; 167 480 в 1991).

## Адміністративний поділ
До складу упазіли входять 10 вардів:
| Зіла              | Площа, км² | Населення, осіб (2008) |
| ----------------- | ---------- | ---------------------- |
| Гарджанья         | -          | 17256                  |
| Дакшін-Мітхачхарі | -          | 20937                  |
| Джоаріанала       | -          | 17575                  |
| Ідгар             | -          | 12391                  |
| Кауаркхоп         | -          | 20353                  |
| Качхапья          | -          | 20277                  |
| Кхуньяпалонг      | -          | 27620                  |
| Раджаркул         | -          | 16507                  |
| Фатекхаркул       | -          | 25560                  |
| Чакмаркул         | -          | 11845                  |